# Pedras Altas
Pedras Altas là một đô thị thuộc bang Rio Grande do Sul, Brasil. Đô thị này có diện tích 1376,694 km², dân số năm 2007 là 2546 người, mật độ 1,85 người/km².